# Zlatno runo
Zlatno runo (în limba română Lâna de aur) este un roman scris în limba sârbocroată de scriitorul muntenegrin Borislav Pekić (1930-1992). Primul volum al romanul a fost publicat la Belgrad în 1978, după o perioadă de lucru de pregătire, investigații și studii depășind două decenii. Volumele următoare au fost publicate în perioada 1978-1986. Această epopee îl definește pe Pekić drept unul din cei mai importanți autori de limbă sârbocroată ai secolului al XX-lea. În 1987 a obținut premiul muntenegrin 'Njegoš pentru această lucrare. 
Eroul colectiv al acestei epopei este o familie de țințari (aromâni). Cele șapte volume ale acestui roman prestigios, comparat de unii critici literari cu Ulise de James Joyce pentru modul în care sunt narate miturile clasice, cu Casa Buddenbrock de Thomas Mann pentru modul analog de prezentare a istoriei unei familii în contextul evoluției societății în perioada anterioară primului război mondial.  Postfața traducerii franceze a primului volum (http://www.lekti-ecriture.com/contrefeux/Des-Aroumains-aux-Tsintsares.html) reconstituie locul ocupat de țințari (aromâni) atât în opera lui Pekić precum și în societatea sârbească în ultimele două secole.